# Baranowskiella
Baranowskiella är ett släkte av skalbaggar som beskrevs av den svenska entomologen Mikael Sörensson 1997. Baranowskiella ingår i familjen fjädervingar.
Släktet innehåller bara arten Baranowskiella ehnstromi.
Släktet är uppkallat efter den svenske entomologen Rickard Andersson Baranowski (1947-2024).